# Audi 90
Audi 90 var en bilmodel fra Audi.
Under denne modelbetegnelse blev der solgt tre forskellige sedanmodeller:
- Mellem 1966 og 1971 var Audi Super 90 en luksusudgave af modelserien Audi F103. Tallet 90 betegnede dog her motorens effekt i hk, ikke modelserien.
- Mellem 1984 og 1986 var Audi 90 (B2) en luksusudgave af Audi 80 B2 (type 81/85).
- Mellem 1987 og 1991 var Audi 90 (B3) en luksusudgave af Audi 80 B3 (type 89).

## B2 (type 81/85)
Idéen med Audi 90-modellerne, baseret på den i august 1984 faceliftede Audi 80 B2 type 81/85, var en både sportslig og eksklusiv model til at lukke hullet mellem Audi 80 B2 og den betydeligt større Audi 100 C3, for at kunne konkurrere med BMW 3-serien og Mercedes-Benz 190.
Udover flere benyttede karrosseridele fra Audi Coupé GT adskilte Audi 90 sig fra Audi 80 gennem stærkere motorer og mere udstyr. De væsentligste optiske forskelle fra Audi 80 bestod af kofangere af termoplast, brede forlygter og i kofangeren indbyggede blinklys og tågeforlygter.
Audi 90 fandtes i modsætning til Audi 80 kun med femcylindrede rækkemotorer. En undtagelse er dog den sjældne turbodiesel med 1,6-liters firecylindret motor med 51 kW (69 hk). Audi 90 fandtes fra starten med såvel forhjulstræk (type 81) som quattro-firehjulstræk (type 85). Fra modelåret 1985 kunne 2,2-litersmotoren også fås med reguleret katalysator til drift med blyfri benzin. 2,0-litersmotoren kunne først fra 1988 fås til blyfri benzin, og kun med ureguleret katalysator.
En yderligere nyhed i Audi 90 var tilgængeligheden af ABS (kun i kombination med 2,2-litersmotor). Servostyring hørte til standardudstyret i forbindelse med 2,2-litersmotoren. Yderligere tilgængeligt ekstraudstyr var bl.a. el-ruder, el-justerbare sidespejle, skydetag, forlygtevaskere, klimaanlæg og fartpilot.

### Motorer/præstationer
| Model        | Motorkode | Type | Cylindre | Slagvolume cm³ | Max. effekt kW (hk) | 0-100 km/t sek. | Topfart km/t |
| ------------ | --------- | ---- | -------- | -------------- | ------------------- | --------------- | ------------ |
| 2.0          | JS        | 81   | 5        | 1970           | 85 (115)            | 9,5             | 187          |
| 2.01         | SK        | 81   | 5        | 1970           | 84 (114)            | 11,7            | 181          |
| 2.2          | KV        | 81   | 5        | 2226           | 100 (136)           | 8,6             | 200          |
| 2.22         | KX / JT   | 81   | 5        | 2226           | 85 (115)            | 9,5             | 187          |
| 2.2 quattro  | KV        | 85   | 5        | 2226           | 100 (136)           | 9,0             | 200          |
| 2.2 quattro2 | KX / JT   | 85   | 5        | 2226           | 88 (120)            | 9,6             | 189          |
| 1.6 TD       | CY        | 81   | 4        | 1588           | 51 (69)             | 14,4            | 160          |

## B3 (type 89/89Q)
I maj 1987 introduceredes Audi 90 B3. Modellen adskilte sig fra Audi 80 B3 (type 89) gennem modificeret frontparti, i bilens farve lakerede kofangere og sidespejle, blinklys integreret i den forreste kofanger, forkromede lister på kofangeren og modificerede for- og baglygter. Også her havde modellen i forhold til Audi 80 stærkere motorer og mere udstyr. Derudover blev listen over ekstraudstyr udvidet, og bilen havde fuldt forzinket karrosseri.
Modellen fandtes med femcylindrede benzinmotorer på 2,0 og 2,3 liter samt en firecylindret turbodieselmotor på 1,6 liter.
Fra februar 1988 kunne modellen fås med Audis første fireventilede motor i serieproduktion "Audi 90 Quattro 20V" med et slagvolume på 1994 cm³ og en effekt på 118 kW (160 hk) og ureguleret katalysator (type NM) og 2,3 20V på 2309 cm³ med 125 kW (170 hk) og reguleret katalysator (type 7A). Den femcylindrede 2,3-litersmotor med 100 kW (136 hk) (fra 1990 98 kW (133 hk)) var den mest populære motor til Audi 90. Modellerne 2,0 20V, 2,3 E og 2,3 20V kunne fås med quattro-firehjulstræk.
2,3 E kunne i starten fås med tretrins automatgear, og fra 1990 kunne 2,3 E og 2,3 20V fås med firetrins automatgear.

### Motorer/præstationer
| Model    | Motorkode | Cylindre | Slagvolume cm³ | Max. effekt kW (hk) | 0-100 km/t sek. | Topfart km/t |
| -------- | --------- | -------- | -------------- | ------------------- | --------------- | ------------ |
| 2,0 E    | PS        | 5        | 1994           | 85 (115)            | 10,2            | 196          |
| 2,0 20V1 | NM        | 5        | 1994           | 118 (160)           | 8,9             | 215          |
| 2,3 E1   | NG        | 5        | 2309           | 100 (136)           | 9,2             | 206          |
| 2,3 E1   | NG        | 5        | 2309           | 98 (133)            | 10,6            | 202          |
| 2,3 20V1 | 7A        | 5        | 2309           | 125 (170)2          | 8,6             | 220          |
| 1,6 TD   | RA / SB   | 4        | 1588           | 59 (80)             | 14,6            | 174          |

1 Også med quattro

2 Fra 1990 123 kW (167 hk)
- Topfart med automatgear eller quattro ca. 2 km/t lavere.
- Acceleration 0 til 100 km/t ved 2,3 20V quattro ca. 0,2 sek. hurtigere, ved alle automatgearsversioner ca. 2 sek. langsommere.

## Afslutning af produktionen
Audi 90 blev efter faceliftet af Audi 80 B3 i sensommeren 1991 og den dermed følgende introduktion af Audi 80 B4 i Europa ikke længere solgt under denne modelbetegnelse; uanset motor og udstyr hed alle store mellemklassebiler fra Audi nu Audi 80. Dermed blev princippet "én modelserie, to modelbetegnelser" opgivet ligesom med den samtidigt indstillede Audi 200 C3.

## Eksportmodeller
Eksportmodellerne af Audi 90 type 81/85 blev i Nordamerika solgt som Audi 4000 CS. Udefra adskilte de sig fra de europæiske versioner gennem bl.a. modificerede forlygter.
Først med type 89 blev betegnelsen Audi 90 introduceret i Nordamerika.
Betegnelsen Audi 90 blev i Nordamerika med Audi 80 B4 frem til modelseriens afløsning af Audi A4 i 1994 bibeholdt. USA-versionen af B4 var kendetegnet gennem bl.a. modificerede forlygter, orange blinklysglas foran og et i forhold til de europæiske versioner kraftigt udvidet basisudstyr. B4 fandtes i USA kun med de dengang aktuelle V6-motorer.